# 纽约农产品交易所
纽约农产品交易所总部设在纽约市曼哈顿下城（南部）金融区，服务于美国各地的农产品和商品经销商网络。该所起初以纽约商业协会为名成立于1861年，总部设在纽约农产品交易公司名下在白厅街上的一栋大楼。1868年，协会更名为纽约农产品交易所，并于1872年接手了这栋大楼。
1881至1884年，交易所在百老汇街2号设了新的总部，面朝鲍林格林公园。大楼由乔治·布朗·波斯特设计，是世界上第一个熟铁和砖混结构建筑，特点是地砖尺寸约为220英尺*144英尺（67米*44米）。大楼竣工后，交易所开始盈利。到19世纪80年代，成为美国交易所中会员数最多的，巅峰时期有3000名。到1900年，该所每日交易额可达1500万美元。
20世纪初，其他城市相继发展，交易所的交易量开始减少；为后续发展，交易所卖掉大楼，后被拆除，成为百老汇街2号大楼所在地。自1959年，大楼一直被用作交易大厅，直到1973年，它才重组成不动产投资信托。

## 起源
纽约农产品交易所一开始是纽约谷物交易所，于1853年获得执照。当时，人们主要在户外买卖面粉和谷物，地点集中在百老街和南街上的四栋大楼 — 呈“L”字型。到19世纪50年代末，这个临时总部容不下这么多的客流量，因为至少有1000名商人挤进这个破旧的城区里；而且，邻近土地也不能拿来扩建。因此，19世纪60年代初，谷物交易所成员成立了两家公司，一个是建立的新总部，另一个负责经营大楼里的商品交易。

### 首个总部

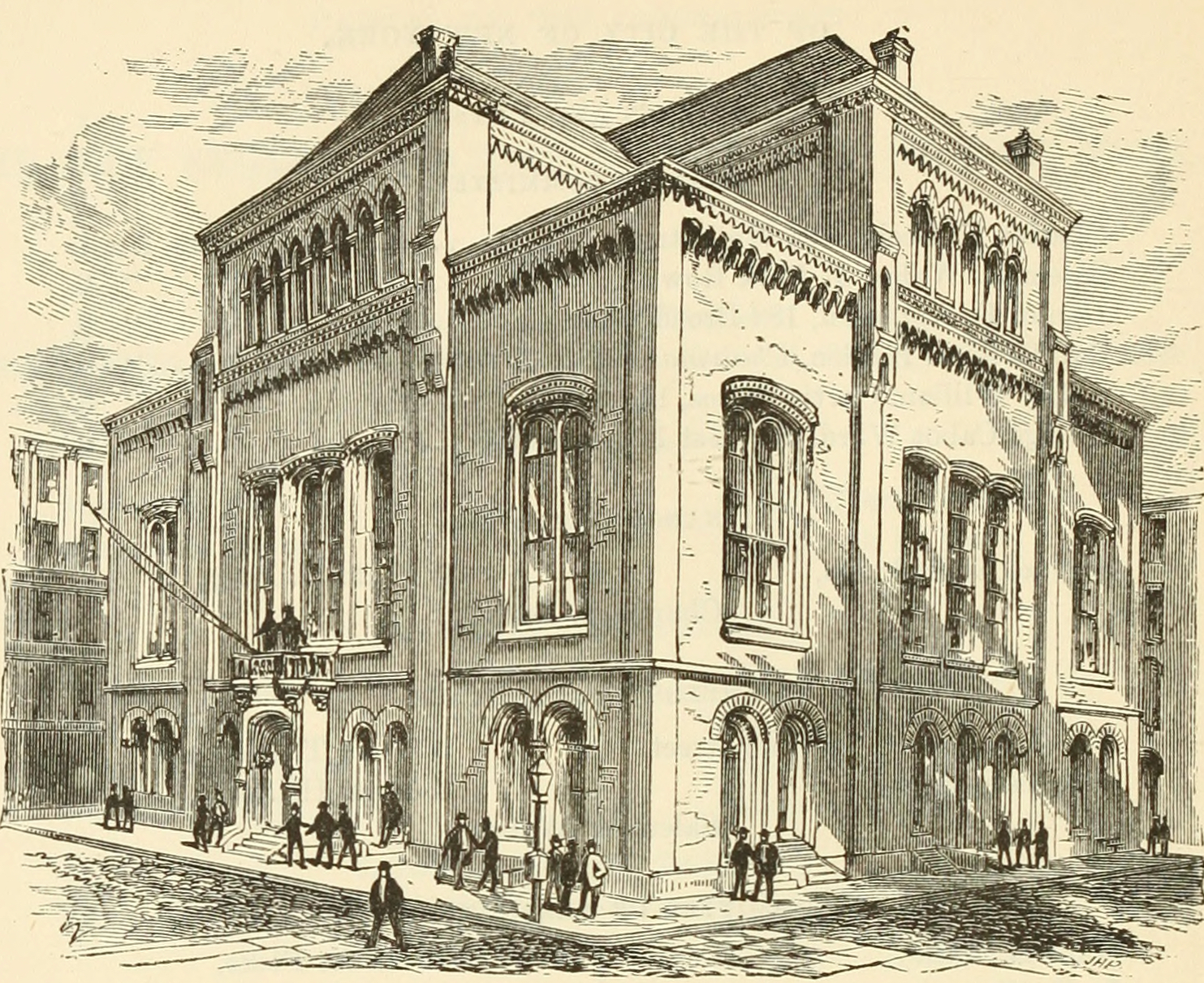
纽约农产品交易所旧址

纽约农产品交易公司成立于1860年，地址在街区的大楼里，以白厅街、摩尔街、珍珠街和水街为界。该公司曾试图将已有的大楼建的更高一点，但由于地基不稳而放弃。第一栋大楼，后被称为纽约农产品老交易所，在一次建筑设计比赛中由莱奥波德·伊徳利兹设计。该建筑于1861年竣工 ，造价95350美元；但在1886年出售给了美国政府，后被改造为陆军大楼，位于白厅街39号；又在1986年翻新成办公楼，名为纽约广场3号。
这座大楼占了整个街区，样式新奇。砖墙边镶着橄榄核，窗户上沿是高大拱顶。内部原本是一个双层高的交易大厅，开放式木天花板由四个褐砂石墩子支撑，只在地梁和墙中用了铁。建筑评论家蒙哥马利·斯凯勒曾将该大楼顶层的十字型设计成为“非常醒目的耳堂设计”。

### 交易所的创立
1861年4月22日，谷物交易所中的700位商人创立了纽约商业协会，出租了农产品交易所的第三层。 理论上，协会和谷物交易所并无瓜葛；但实际上，除了两位商人，谷物交易所的其他商人都加入了该协会。该协会服务于全美的农产品和商品经销商网络， 于1862年获得纽约州议会的执照。 根据规定，该协会每年选举理事会成员 ；在协会成立一周年之际，成员数量达1238名。1865年，年会费从原本20美元/人增加到25美元/人。 1868年，纽约商业协会正式更名为纽约农产品交易所。
到1869年，交易所已拥有2023名成员，年利润为49000美元，其中五分之四都用于支付交易所大楼租金。因此，1870年，交易所成立委员会来决定大楼租金预算，但一开始没有采取行动。1872年1月，经交易所会员投票决定对会员征收200美元/人的费用，用以筹备资金购买大楼。 最终，1872年5月，在1300名会员同意支付费用后，以265000美元买下这栋大楼。而后，交易所内部被翻修，将地下室改造成完整的楼层，用以容纳更多成员，并在四楼设置了董事会会议室。交易所还设计了会员证和官方印章，将入会费提高到300美元/人。
就在买下大楼后不久，1873年，公司法案被修订，允许交易所持有最多150万美元的不动产和个人财产。同年，入会费提高到500美元/人，当时交易所共有2237名成员； 第二年，入会费再次提高到1000美元/人。到1875年，交易所开始寻找新的场地，1878年，会员数量已增至2468人，即使是扩建后的大楼也容不下这么多成员。据《纽约论坛》报道，该大楼“光线不足，通风不良，还很潮湿”，涨潮时，地下室还容易被浸没。1880年，交易所修改公司规定，将会员人数限制在2700人，新会员的入会费需1000美元；多出来的300名会员需要2500美元/人。入会收费制度最终在1882年被废除。

## 鲍林格林总部
1897年初，在农产品交易所成立委员会以寻找新的大楼后，成立了第二个总部，即纽约农产品交易所大楼。选址委员会建议将大楼建在交易所广场以南，百老汇以东，威廉街以西的位置。1879年6月，交易所会员投票通过选址建新楼，并为此成立了委员会。起初，交易所想在最终选定的背面找一个场地，但最后，在19世纪80年代中期 以670000美元买下了比弗街和斯通街中间的鲍林格林东侧的土地，街道市场街的一部分，因贯穿拟建地点而被关闭，新街也向南延伸，与街道市场街相连。 

### 设计

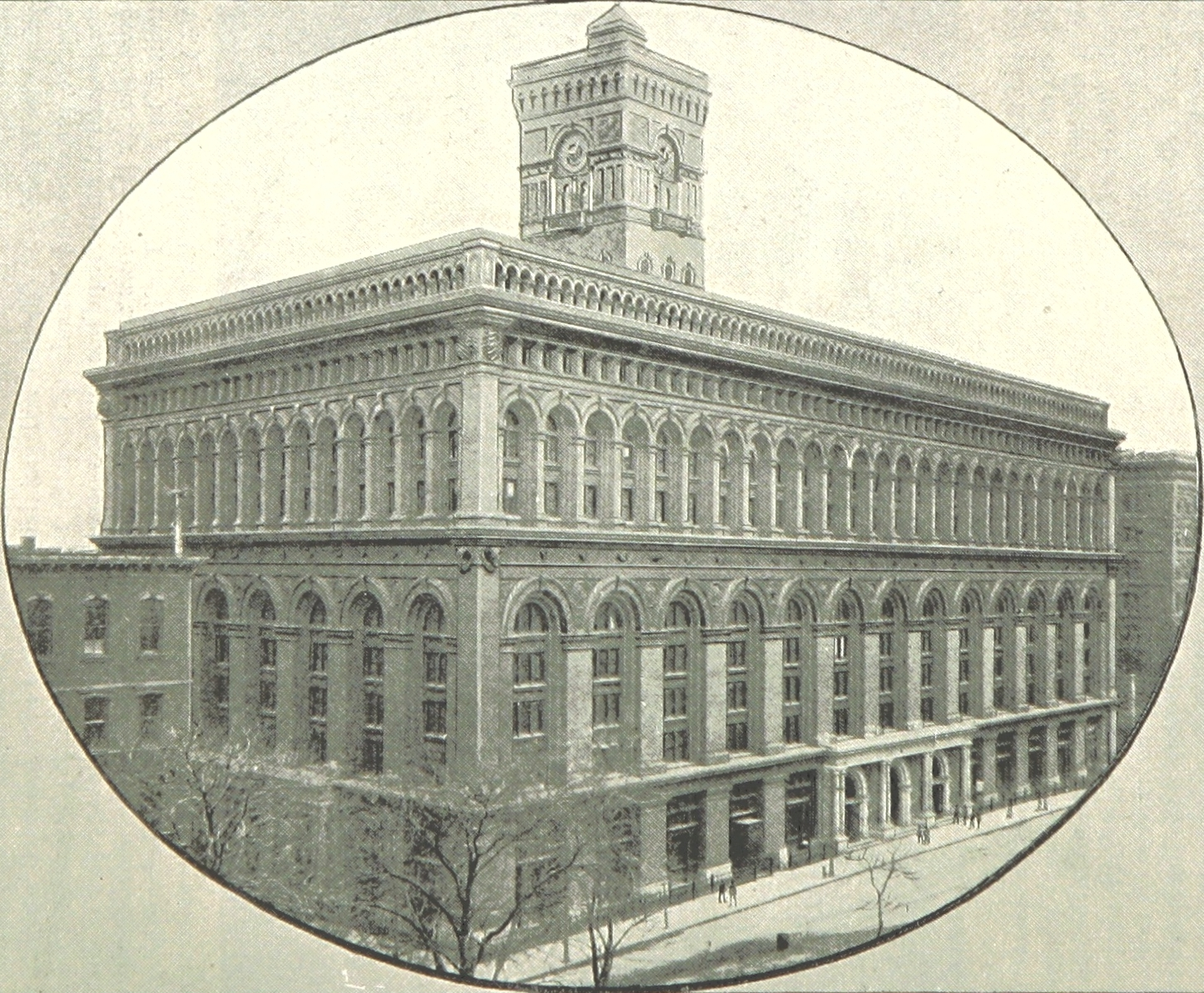
1893 年的纽约农产品交易所

1880年10月，交易所的部分成员组成了新的建筑委员会，邀请了10位参加建筑设计比赛，还有另外7位建筑师自愿提交了设计图。设计要求大楼一楼有商店和办公室，交易大厅需要容纳3000名成员。设计图提交给交易所的建筑委员会后，将在交易所成员中展示，并进行票选。委员会选择了四份作品，匿名挂在了交易大厅墙上，进行进一步评估。在1881年3月举行正式投票前一周，交易所成员要求建筑委员会提供进一步指导。委员会推荐了一份设计图，名为《我即希望》（In me mea spes omnis），据《纽约时报》推测，这是乔治·布朗·波斯特的方案。

交易所绝大多数成员（942人）都把票投给了波斯特的方案，另外三个提案加起来只有249人投票。根据波斯特的设计方案，大楼邻鲍林格林西面约312尺（95米）；邻比弗街北面有150英尺（46米）；邻斯通街南面共148尺（45米）；总建筑面积达53779平方英尺（4996.2平方米）。大楼顶部有个天窗，在位于三楼交易大厅的正中央上方。大楼东南角有个钟楼，尺寸为40*70英尺（12*21米） ，是后面修改的时候加上去的 。大楼主楼顶以上高约120英尺（37米），钟楼以上高225英尺（69米）。最终，波斯特总共提交了4000版总部大楼设计图。

#### 外墙
出于防火考虑，大楼外墙主要选择红砖和赤陶土材料，大楼入口楼梯和地窖墙面均由花岗岩铺设。整体来看，外观看起来很贴近地面，水平线的设计让这种感觉变得更为强烈。在西、南、北三面，入口有三道拱门和成对的柱子，构成了长方形门面。东侧，新街突出来的露台通往没有柱子的入口，占地面积约4128平方英尺（383.5平方米）。
北、西、南三面的外墙都有两个拱廊，高低分布；下层拱廊连至三层交易大楼的天花板，但因为在交易大厅上增加了三层，所以其实相当于四层楼高。下层拱廊上还有陶土做的小装饰，比如每个拱门上的窗户有国家圆形印章，拱腹上的船眉型浮雕，拱门上的门楣有动物头和谷物雕饰。上层拱廊位于交易大厅正上方，和最低的两层办公室齐平（第七、八层），拱门的宽度是下面拱廊的一半。第九层有着长方形的镂空，其宽度也是上层拱廊的一半。九层和十层架着厚重的飞檐，十楼有一个长方形开口。 

钟楼有4个表盘，每面一个并配有小阳台；内部有楼梯，没有一扇窗。表盘12英尺（3.7米）宽，表盘里的数字有20英寸（510毫米）高，表盘重达1500磅（680公斤）。塔顶上有和主楼类似的厚重飞檐。

#### 结构特点

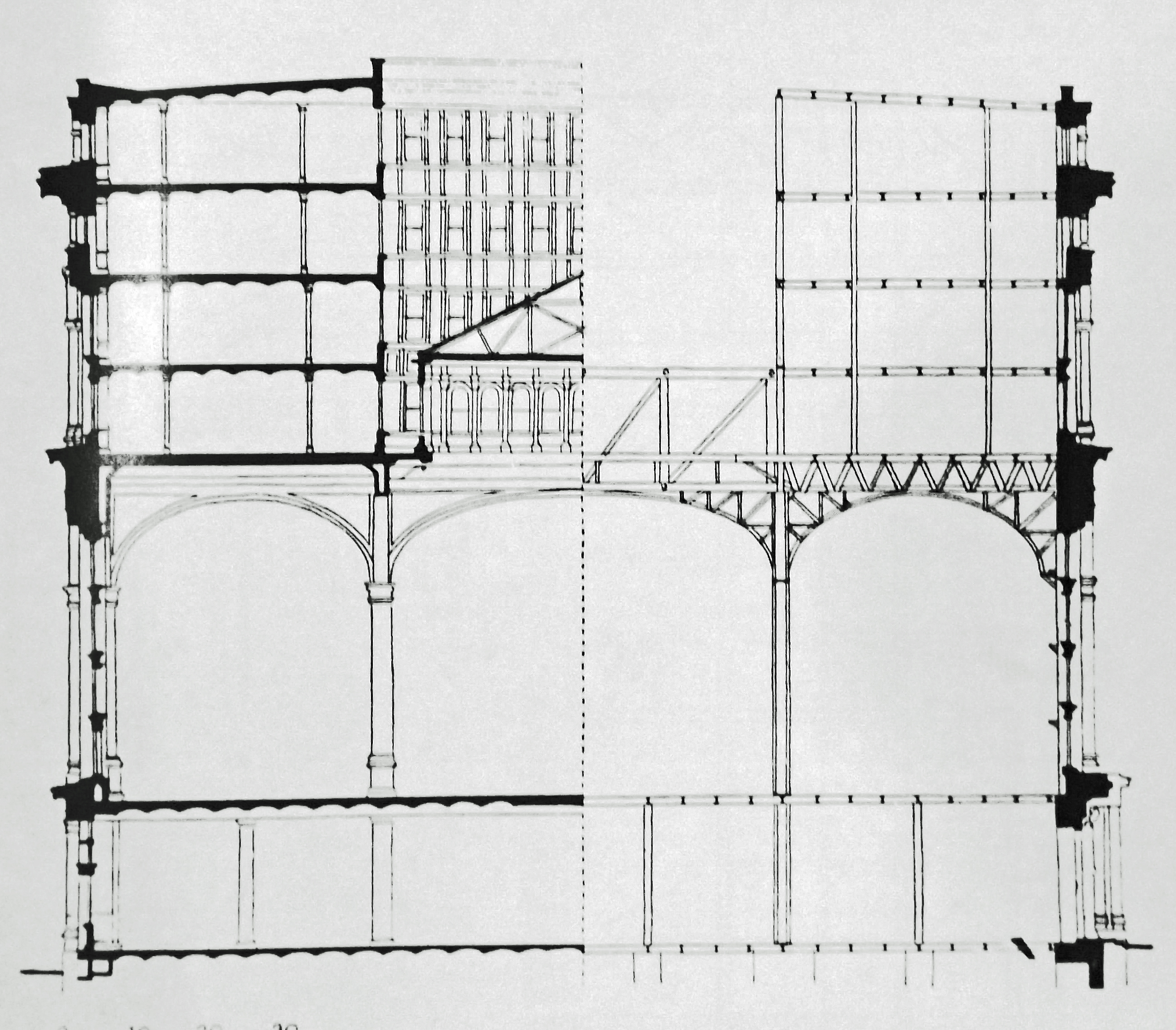
农产品交易大楼结构设计

大楼竣工时，据说有“一千二百万块砖，铁梁长达15英里，柱子长约1.75英里，用了2061吨赤陶土，7层半楼，2000多扇窗，近1000扇门。”地底下铺了好几层流沙，放了15000根由云山和松木制成的木桩当地基。木桩一直向下扎直到硬土层，约有35英尺（11米）深，但顶端被砍去16.5英尺（约5米），略低于潮面。地下室还安置了煤厂和水泵，由一条窄距的铁轨相连。
鲍林格林总部是世界上第一座混合熟铁和砖的上层结构建筑，铸铁的柱子均匀分布形成网格，靠在锻铁梁上，每根梁重12短吨（11标准吨）。横梁、拱肋、桁架均由金属制成。内部天井的墙壁也用金属搭成骨架，波斯特声称这是第一个：“外墙用上金属骨架”的建筑。每个天井的柱子和梁都由横到三楼交易大厅的柱子上的普拉特桁架承担重量。
上部建筑几乎是全金属骨架，除了外部柱子被嵌入石墩里。温斯顿·韦斯曼写了一篇关于波斯特的建筑的文章，里面提到波斯特这样做是因为他不信任骨架结构。外墙是承重砖石结构，由墩组成，低层铺上花岗岩，上层用砖。底部的墩石较厚，地下室的约11英尺（3.4米）厚，越往上越薄，七楼的时候只有4英尺厚（1.2米）。

#### 内部细节
美国纽约农产品交易所的主楼最高达10层，钟塔内还有另外四层楼。主楼拥有六个完整楼层，分别是底层、包含交易大厅的第三层、作为办公室的第七至第十层；而剩余的第二、第四、第五和第六层为中间层。主楼共有九架电梯，期中四架靠近斯通街最南端，五架紧邻比弗街北端。此外，大楼两端的两个台阶连接着每个楼层。斯通街一端的台阶和电梯直接延伸至钟楼内部。与钟楼紧邻的屋顶上有一个露台。
位于三楼的交易所大厅面积约220 x 144 英尺（即2948平方米）。位于大厅天花板中央的彩绘玻璃天窗由华伦式桁架高高挂起，高约60英尺（即18米）；天花板其余部分高约47.5英尺（即14.5米）。整个交易所大厅在鲍灵格林和斯通街的23面大窗照耀下熠熠生辉，而通往交易大厅的长廊也由炫彩的瓷砖装饰。从交易所北端俯瞰，能看到三层楼，分别是经理办公室、检录室和专为交易所客户打造的图书馆。纽约物产交易所有着功能各异，装修奢华的分部，比如证券交易经纪人行情室、仲裁室和董事会会议室。底层还有私人办公室，第七至第十层楼坐拥190间办公室。

### 新开发区
鲍林格林中心总部于1881年五月一日整日动工，于同年七月打通第一个地基。1881年六月，纽约物产交易所理事会为该大楼建设拨出额外三十万美元。当时，宾夕法尼亚铁路公司和纽约海事交易所已租用了计划建成的物产交易大楼的部分区域。许多工程师和承包商都受聘前来建设大楼。交易所甚至专门指派了一个特别委员会调查建设大楼的费用。1881年12月，该委员会上报称，大楼建设预计斥资210万美元，而光挖掘地基的费用使得总成本抬高了20万美元。
总部大楼的奠基仪式于1882年6月6日隆重举办。用以庆祝开幕的各国国旗挂在楼房架构上，当时只建到第一层。1883年五月举办的交易所年会上，交易所主席莱蒙·霍尔曼宣布，新的总部大楼已竣工，预计10个月后正式开放。同年12月，交易所举办了一场拍卖会。拍卖内容是出租老大楼顶楼的178间办公室。几乎所有顶楼办公室都于1884年五月的第一周抢购一空，同期承租人便搬进去使用了。新总部大楼于1884年五月六日正式开放，有4000多人参与了开业当天的一系列演讲。事实上，新大楼五月五日便以一位女士的招待会为由悄悄开放了。
大楼的设计争议颇丰，受到了不少历史学家和建筑家的关注。建筑竣工后，德国外交官卡尔·辛克尔代恩说他相信纽约物产交易所的设计足以比肩罗马法尔内塞宫；《纽约时报》的撰写者克里斯托弗·盖勒称交易所“是曼哈顿最令人惊艳的建筑”。然而，一些批评家也提出了相反意见。蒙哥马利·舒勒批评大楼外观“差强人意，像个信封似的……毫无设计感，让游客提不起兴趣。”《房地产记录指南》的一位匿名批评家称这座楼“恰如一个徒有其表的花瓶”，不适合置于大楼后面，因为“就好像一个人将家里所有浮夸的装饰品都挂在了厨房门上”。另一位作者，玛丽安娜·范·伦塞拉的评价则比较折衷，她称这座塔楼“过于浮夸甚至令人不适”，但又认可屋檐以下的设计“总体来看非常好”。

## 交易所运行
纽约物产交易所从事商品期货交易。交易涵盖范围极广，包括面粉、谷物、棉籽油甚至轮船交易，虽然不同产品独立运作，但由同一个贸易协会调节管控。一般情况下，交易所的工作时间为工作日上午9点至下午4点；每周六上午9点至下午3:30。若交易过程中有分歧出现，则由一个五人仲裁团裁定。因故或因病缺席的会员可自行选择代班替他们完成工作，但倘若他们不履行合约，该会员及其代班可能会被禁止进入交易大厅。交易所会员名额的上限是三千。不论何时，倘若一个会员去世，他或她的家庭会收到1万美元抚恤金，其中3美元是来自其他会员捐赠和交易所盈余的基金。1886年，《哈珀斯新月刊》将纽约物产交易所形容为“嘈杂的，伴有恶魔尖叫的合奏”。

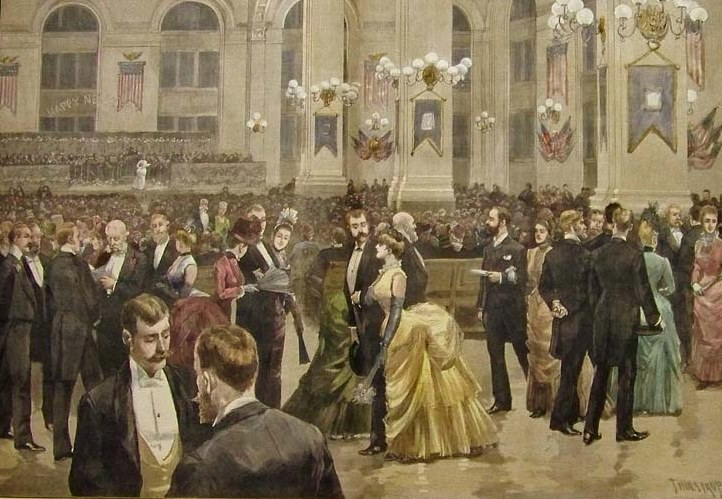
纽约物产交易所新年夜的年终舞会，摄于1987年1月15日，《哈珀斯新月刊》提供。

1911年，纽约物产交易所的主席称，交易所主要从事诸如“小麦、玉米、黑麦、燕麦、大麦、面粉、餐饮、啤酒花、干草、麦秆和种子，以及一切肉制品如猪肉、猪油、油脂、棉花籽油、植物油、动物油、几乎所有松脂制品、黄油和芝士”的物产交易，不难看出几乎囊括了日常所有食物。纽交所的仓单通常以250桶食物为一组，每桶重200磅（即91千克）。谷物的买卖则以8000蒲式耳为单位。许多不同等级的商品，比如玉米，燕麦，黑麦和大麦都在纽约物产交易所进行交易。在正式交易之前，工人们会多次抽查这些商品，以确保质量。纽约物产交易所还是史上第一个建立商品各自信息交流中心的交易所。

### 19 世纪末
正如一位作家在1884所写，“纽交所一开始只是个不起眼的小角色，但如今已扩张为压倒性的、充满潜力的、高效率的交易所，这是20年前无法想象的”，彼时的纽交所拥有3000多名会员，是美国会员人数最多的交易所。除了其交易活动，一些会员还成立了休闲俱乐部，比如合唱团和棒球队。另一项风靡一时的活动也是由交易所会员发明的，“投掷面团”活动，灵感来源于为了质检而滚动谷物做成的小球，但该活动于1893年被禁止。1886年，该办公室的年租金为每年18万美元，使得当年的建楼200万美元投资得到了6%的回报。七年后，办公楼的年租金超过260000美元。
交易所的规模空前盛大。1892年，会员们投票建议在大楼东侧建一栋新楼，但当时并没有展开施工。19世纪90年代，纽约物产交易量出现下滑趋势，纽交所向美国州际商务委员会提出投诉，称货运商逐渐将贸易中心转向费城和巴尔的摩等城市，从而导致纽约的物产交易出现疲软。纽交所的贸易高峰期在1900年，当时日均交易额高达1500万美元。次年，纽约物产交易所便被评为纽约最繁华的交易所之一，仅次于纽约证券交易所和统一证券交易所。然而随后几年，纽约货运设施变少，导致物产交易所交易额下滑。同期，铁路在波士顿、费城、巴尔的摩、芝加哥和其他城市兴起，也增加了物产交易的竞争。

### 20 世纪早期和中期
纽约物产交易所于1902年开始从事棉花籽油交易。20世纪10年代，当纽约证券交易所刚兴建起来时，物产交易所成为了纽约证券交易所的临时中心。也正是在这10年间，位于斯通街的物产交易所东部附属楼建成；最后一年，物产交易所在76百老汇街购置了另一栋紧邻的大楼。1907年美国银行危机后，物产交易所喊停了奢华的新年夜晚宴，转而向穷人分发粮食。当时，物产交易所已自认其总部过于庞大，甚至能轻松容纳纽约证券交易所。1909年，一个特别委员会提议以600万美元的价格出售物产交易所大楼。虽然物产交易所还是保留了其大楼所有权，但与其他城市的交易所相比，其地位持续下滑。1907年，交易所暂停了谷物期货交易，但因为纽约的主要蒸汽船公司和证券行都是这家交易所的客户，物产交易所仍在方方面面保持着影响力。

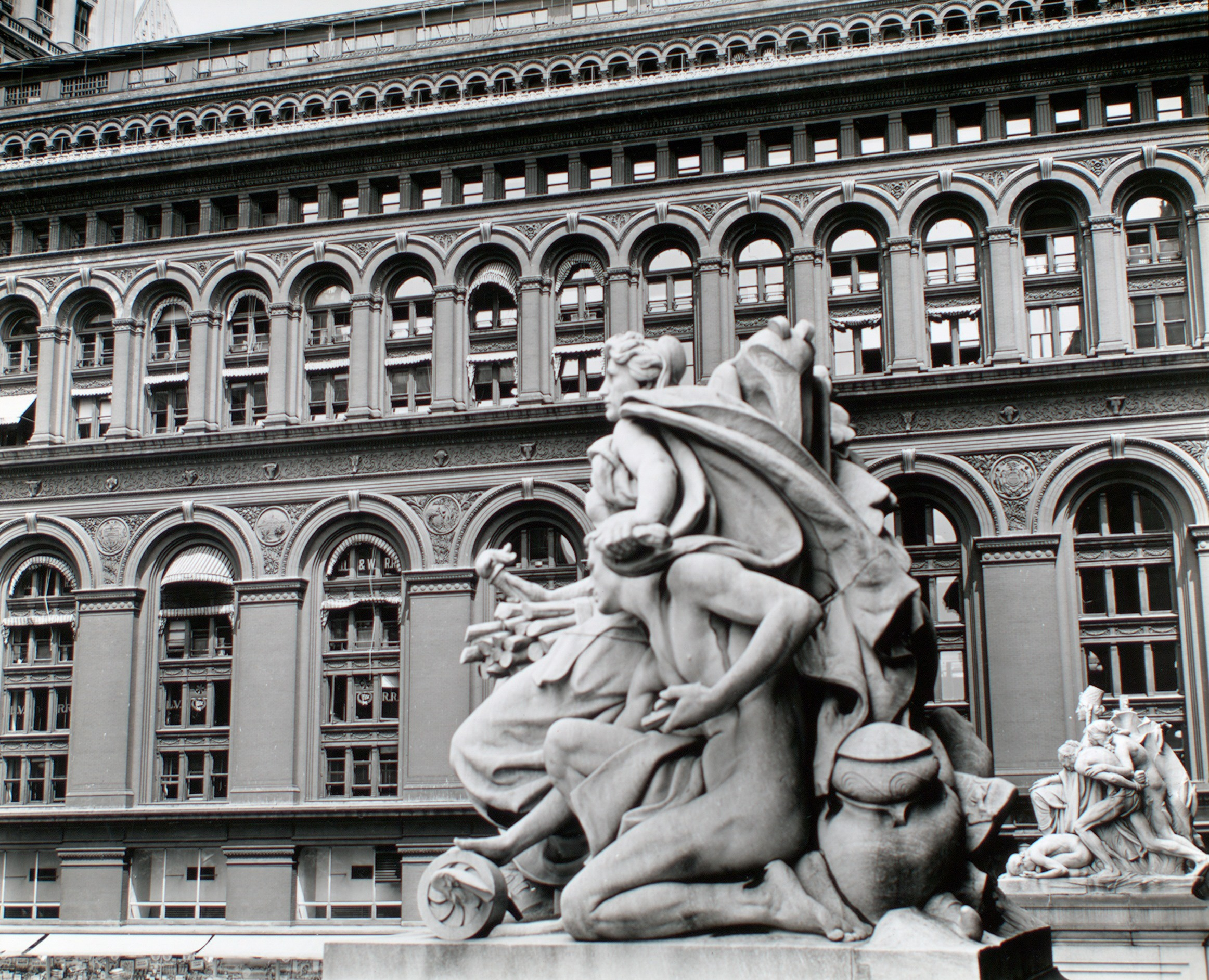
1936年，纽约物产交易所。图为大楼前的鲁本斯《四大陆》雕像

1926年八月，交易所开创了谷物期货交易市场，几个月后开启了燕麦期货交易市场。那时，物产交易所还拥有1500多名会员。同年12月，交易所的会员们再次投票提议出售大楼。但由于缺少合适的备用选址，大楼还是没有出售。同期，棉花籽油期货市场依然活跃，但小麦期货市场缺少投机商。有关备用选址，1928年有人提出一栋高达100楼的摩天大楼，但是被否决了。同年12月，物产交易所开始抛售其证券。两年后，物产交易所委托了一个委员会研究销毁总部大楼的可能性，尽管当时仍未采取任何行动。
二十世纪三十年代早期，物产交易所成为美国最大的证券交易中心之一，超过1000多个证券在其总部抛售。办公室和商业区仍在出租。1934年，底层部门办公区域摇身一变为餐厅。1935年，为了响应政府规定，物产交易所喊停了证券抛售。二战爆发，美国政府控制着一切货物，蒸汽船行业便不再需要交易所了，物产交易所的业务也持续下滑。1946年，物产交易所开启了精制大豆油期货市场。同期，交易所再次开始考虑重新选址。二十世纪五十年代，交易所拥有约500名会员，是其19世纪巅峰时期的六分之一。

### 新选址建设
1953年10月，物产交易所大楼抛售给了开发商杰克·D·威勒尔和本杰明·H·斯维格，租期长达100年。开发商们计划在物产交易楼的场地上，即百老汇2号街，建设一座30层高的大楼。交易所出租了约21000平方英尺（即2000平方米）场地，包括底层的交易大厅和第二层的行政办公室。当时，塔尔博特·哈姆林写到“对于这座建筑非必要的破坏似乎带来了一些倒霉事。”原计划失败后，物产交易所和查理斯·F·诺耶斯公司进行了商谈。该公司1956年接手了大楼新选址计划。与该公司达成的协议之一是交易所仍可以拥有新选址的土地所有权。后来，尤里斯建筑公司，纽约的一个商业房地产开发公司接管新选址计划，物产交易所依然保留了土地所有权。

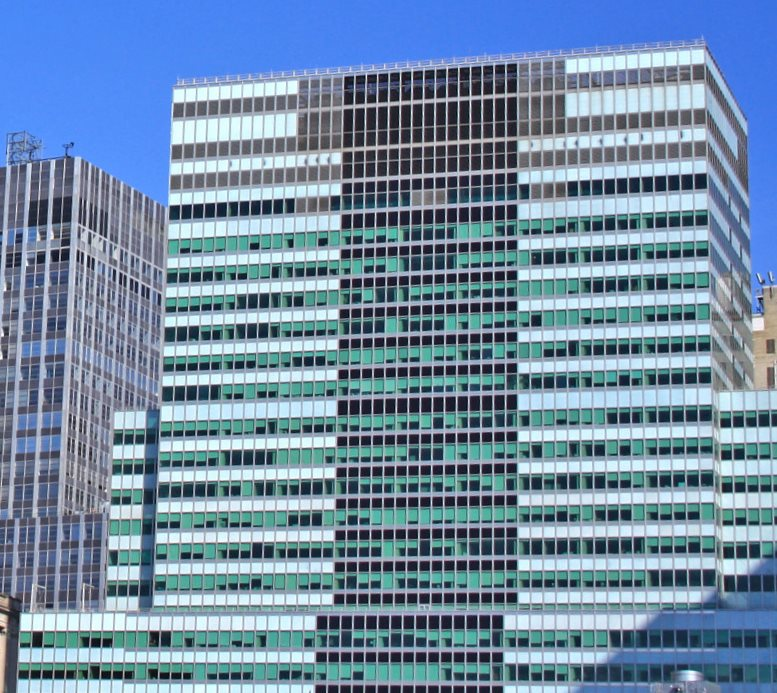
百老汇二号街摩天大楼，即物产交易所的新大楼，并作为其最终总部使用

1957年一月，物产交易所出售了其位于鲍灵格林总部的内部陈设家具，并搬至位于百老汇二十四号街的临时总部。同年二月，鲍灵格林总部大楼被拆除。六月，物产交易所的官员取回了当年奠基仪式的一些陈设和物品，包括纪念硬币、商品罐、书籍和一份报纸，都完好无损。但是，没有一件赤土装饰品得以保留。这一情况被作者萨拉·兰德和卡尔·W·康迪特愤慨地称为“无法原谅的堕落行为”。1959年 12月23日，随着摩天大楼的落成，物产交易所大楼搬至百老汇二号街。尽管物产交易所每年必须向大楼业主支付10万美元作为租借底层的费用，他每年还是能靠向业主出租草地赚275000美元。

## 交易所的瓦解
1962年，纽约物产交易所探讨了和纽约棉花交易所合并的可行性。然而，随着1963年“色拉油丑闻”的爆发，丑闻的主角，也是纽约物产交易所的会员——联合原油公司宣布破产，合并计划告吹。正是由于丑闻，许多贸易员短期内拒绝与交易所交易。1966年，物交所开始经营大豆油期货交易，1967年开启鱼饲料期货交易。1969年，物交所成立国际商业交易所用以承担交易所的合同市场。1970年代早期，国际商业交易所仅处理外汇期货，而物交所不再经营物品期货交易。
1973年1月，物交所的声誉会员以压倒性的气势投票要求将交易所变成名为“物产交易所房产信托（PERT）”的免税不动产投资信托。该信托的主要资产是百老汇二号街的土地所有权。这一举动使得物产交易所向其剩余的473位会员每人发放房产信托的1000股股票和1900美元先进。1973年5月22日，物交所成为物产交易所房产信托。1983年，该信托的受托者们同意以2600万美元的价格出售其位于百老汇二号街的土地所有权，清算其所有资产。该清算是在PERT和一家房地产开放公司——奥林匹亚与约克公司的纠纷后进行的，后者拥有百老汇二号的土地所有权，并反对提高土地租赁价格的提议。

## 注脚
1. ↑  纽约玉米交易所不同于玉米交易所银行，后者是由玉米交易所的成员组成的，但它本身并不是交易所的一部分。[3]
2. ↑  该地点是百老汇、比弗街比弗街（曼哈顿）、新街和交易广场（现在是百老汇26的所在地）为界的一个街区的南半部分。[38]
3. ↑  竞争者有 乔治·布朗·波斯特, 费德列克·克拉克·惠瑟斯, 莱奥波德·伊德利兹, 理查德·米歇尔·厄普约翰, 和 查尔斯·鲍勒·阿特伍德.[44]
4. ↑  波斯特提交了三份设计，两份是孟莎式屋顶，一份是平屋顶。In me mea spes omnis "是其中一个孟莎式屋顶的设计，但后来该设计被修改为包括额外的楼层和平屋.[44]
5. ↑  该建筑位于鲍林格林的东侧，由百老汇（市场街的前十字路口以北）和白厅街（该十字路口以南）组成。.
6. ↑  莎拉·兰多 和 卡尔·康迪特 的版本(引用自 罗伯特·斯特 ), 主建筑高约123英尺，塔有224英尺高.[44] 莫西·金提供的数据, 主建筑高116英尺；钟楼高225英尺；钟楼上的旗杆306英尺高 。[55]

## 文献
- Carhart, E. R. . The Annals of the American Academy of Political and Social Science. 1911, 38 (2): 206–221. ISSN 0002-7162. JSTOR 1011641. S2CID 140840709. doi:10.1177/000271621103800210.
- Edwards, Richard. . . Historical Publishing Company. 1884.
- King, Moses (编).  2nd. Boston: Moses King. 1893.
- New York Produce Exchange. . 1873.
- New York Produce Exchange. . 1886.
- Weisman, Winston. . Journal of the Society of Architectural Historians (University of California Press). September 1, 1972, 31 (3): 176–203. ISSN 0037-9808. JSTOR 988764. doi:10.2307/988764.
- Wheatly, Richard. . Harper's New Monthly Magazine. Vol. 73. July 1886: 189–218.